# Чернявка (приток Усты)
Чернявка — река в России, протекает по Краснобаковскому району Нижегородской области. Устье реки находится в 56 км по левому берегу реки Уста. Длина реки составляет 11 км.
Река течёт вдоль дороги Урень — Красные Баки. Населённых пунктов по берегам реки нет.

## Данные водного реестра
По данным государственного водного реестра России относится к Верхневолжскому бассейновому округу, водохозяйственный участок реки — Ветлуга от города Ветлуга и до устья, речной подбассейн реки — Волга от впадения Оки до Куйбышевского водохранилища (без бассейна Суры). Речной бассейн реки — (Верхняя) Волга до Куйбышевского водохранилища (без бассейна Оки).
Код объекта в государственном водном реестре — 08010400212110000043434.